# AdventureQuest Worlds
AdventureQuest Worlds (AQW) to gra RPG typu MMORPG, stworzona przez Artix Entertainment w 2008 roku. Gra początkowo była przeznaczona do gry w przeglądarce internetowej, jednak po zakończeniu wsparcia dla Adobe Flash w 2020 roku, Artix Entertainment wydało dedykowany program uruchamiający.
AdventureQuest Worlds otrzymało wiele pozytywnych recenzji od portali specjalizujących się w grach MMORPG. W szczytowym okresie popularności, gra zgromadziła dużą liczbę graczy. W 2009 roku liczba nowych graczy rosła o ponad 150 000 kont tygodniowo, osiągając 10 milionów zarejestrowanych użytkowników w ciągu pierwszych dziesięciu miesięcy.

## Fabuła
Gracz wciela się w postać bohatera w świecie gry. Główny wątek fabularny koncentruje się na bitwie pomiędzy dobrem a złem. Gracz trafia w sam środek wielkiej bitwy, gdzie król Atleon walczy przeciwko Sepulchure i jego armii. Wynik bitwy zmienia się, gdy pojawia się Władca Chaosu Drakath, który pokonuje obie strony. Bohater wyrusza na przygodę, aby pokonać 13 Władców Chaosu i ocalić świat przed złem. 

## Rozgrywka
Gracze poruszają się w dwuwymiarowym świecie, walcząc z potworami i wykonując różnorodne zadania. Mogą wchodzić w interakcje zarówno z postaciami niezależnymi (NPC), jak i innymi graczami. Gra oferuje kilka serwerów, z limitem 1500 graczy na serwer.
Na początku rozgrywki gracze mają do wyboru cztery podstawowe klasy postaci:
- Wojownik (Warrior) – Skupia się na zadawaniu obrażeń.
- Łotr (Rogue) – Koncentruje się na obrażeniach zadawanych w czasie (DOT).
- Mag (Mage) – Specjalizuje się w rzucaniu zaklęć osłabiających wroga i wspierających sojuszników.
- Uzdrowiciel (Healer) – Skupia się na leczeniu i odpieraniu obrażeń.

W miarę postępów w grze gracze mogą odblokować dodatkowe klasy postaci poprzez wykonywanie zadań lub zakupy w grze. Każda klasa ma unikalne umiejętności oraz automatyczny atak. 
Gra posiada otwartą mapę, która pozwala graczom na rozpoczęcie głównej fabuły, wykonywanie zadań pobocznych oraz uczestniczenie w wydarzeniach dodawanych do gry. Zakup członkostwa umożliwia dostęp do zablokowanych regionów, broni i klas. Walutę w grze, Adventure Coins, można zdobyć głównie poprzez zakupy, choć czasem jest rozdawana podczas specjalnych akcji.

## Produkcja
Gra została stworzona na silniku Adobe Flash, a po zakończeniu wsparcia dla tej technologii w 2020 roku, Artix Entertainment wypuściło własny program uruchamiający. 25 lipca 2017 roku firma ogłosiła, że przyszłe produkcje będą tworzone w Unity. 3 marca 2023 roku pojawiła się informacja o międzyplatformowym remake'u AdventureQuest Worlds pod nazwą AdventureQuest Worlds: Infinity.

## Wydarzenia
AdventureQuest Worlds oferuje cotygodniowe wydarzenia, a nowa zawartość jest dostępna w każdy piątek. Niektóre wydarzenia są wyjątkowe i za udział w nich przyznawane są rzadkie przedmioty i odznaki, inne mają charakter sezonowy. Co roku, 10 października, obchodzona jest rocznica premiery gry z specjalnymi wydarzeniami i unikalnymi miejscami w świecie gry. W grze odbyły się także wydarzenia z udziałem takich gwiazd jak Korn, Voltaire, One-Eyed Doll, George Lowe, Paul and Storm, Jonathan Coulton,Ctrl+Alt+Del, Ayi Jihu, ArcAttack, They Might Be Giants, Andrew Huang, Mia J. Park, The Crüxshadows, Dreamers.

## Sukces gry
Artix Entertainment ogłosiło, że do 16 lipca 2009 roku gra osiągnęła 9 milionów zarejestrowanych graczy. Do 25 sierpnia 2009 roku liczba ta wzrosła do 10 milionów zarejestrowanych użytkowników.

## Polskie aspekty w grze
Dla polskich graczy Artix Entertainment wprowadziło coroczny event z okazji Dnia Niepodległości, który umożliwia zdobycie przedmiotów związanych z Polską, takich jak flaga Polski. 16 stycznia 2018 roku do gry dodano również zestaw skórek inspirowanych zbrojami husarskimi z XVII wieku.